# ゲティン・ソヴィエト

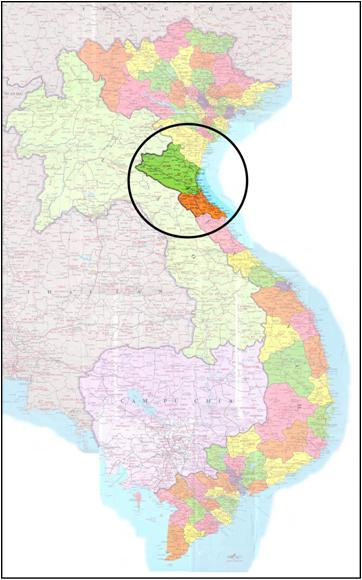
ゲアン省・ハティン省の位置

ゲティン・ソヴィエト（ベトナム語: Xô Viết Nghệ Tĩnh）とは、ベトナム中北部のゲアン省とハティン省で、フランス植民地体制およびベトナム系・華人系の地主に対し、1930年から1931年にかけて農民・労働者・知識階級が起こした蜂起運動である。ゲティン蜂起とも。「ゲティン」はゲアン・ハティンの2省から、「ソヴィエト」は農業コミューンの形成に基づいた名称である。
ベトナム共産党史によると、1930年2月から1931年10月までにこの2省だけで439回の闘争が発生し、34万人が参加したとされる。またベトナム共産党では、これを党の指導による最初の蜂起運動であるとしている。
この蜂起は、ゲアン省の省都ヴィンとベントゥイ市社で1930年5月1日に始まった5つのストライキが元になった。運動は瞬く間に省内のタインチュオン県・ナムダン県・ギーロック県に広まった。農民やかつての土地所有者は、奪われていた伝統村落の土地返還を求めて賦役や納税の猶予や免除を要求したが要求は通らず、運動は隣接するハティン省にも広がった。1930年8月にはマッチ工場の労働者が運動に参加した。
庶民の経済的困難とフランス植民地政府およびその傀儡であるフエ政府への不満が生んだこの最初のストライキは、歴史上多くの知識人を生みベトナムで最も革命の土壌があるゲアン・ハティン2省全体を抗議運動に向かわせることになった。労働者と農民が97のストライキを起こし、またベントゥイ市社ではゼネラル・ストライキも発生した。この事件の背後ではアンナン共産党やインドシナ共産主義者連盟とインドシナ共産党などの共産組織が労働者と農民を動員していた。
1930年9月から、農民のデモと武装した抗議組織により、ナムダン県・タインチュオン県・ハティン省カンロック県・フングエン県のフランス植民地政府組織とフエ政府地方政庁の統治機構は麻痺して崩壊に陥り、インドシナ共産党や農村議会の指導の下で新たなソビエト式統治機構が整備され、官吏や地主の処罰、公田の再配布、地主階級の所有する米の再配分、識字教育などが行われたが、フランス植民地政府とフエ政府により、わずか4、5ヶ月で崩壊に陥った。